# Thylacopteris
Thylacopteris, biljni rod iz porodice osladovki smješten u vlastiti tribus Thylacoptereae, dio potporodice Microsoroideae. Postoje tri vrste  u tropskoj Aziji.
Rod je opisan u Hist. Fil.: 87 (1875). Tipična vrsta je epifit Thylacopteris papillosa.

## Opis
Rod Thylacopteris Kunze ex J.Sm. ustanovio je Smith (1875.) s T. papillosa kao tipskom vrstom. Ova je vrsta izvorno opisana kao Polypodium pillosum Blume na temelju uzorka prikupljenog na Javi (Blume 1828). Kao različite karakteristike Thylacopterisa iz Polypodium sensu stricto, Blume (1828.) spominje duboko udubljene soruse i artikulaciju bočnih segmenata prema rahisu. Naknadno je Copeland (1947.) dodao drugu vrstu uvodeći kombinaciju T. diaphana (Brause) Copel. na temelju P. diaphanum Brause, koji se temeljio na uzorku prikupljenom u Novoj Gvineji (Brause 1912). Neka su istraživanja ukazala na bliske odnose roda Thylacopteris s Goniophlebiumom ili Polypodiumom (Christensen & Holttum 1934; Ching 1978; Tryon & Tryon 1982). Nakon toga, Thylacopteris je tretiran kao skupina Polypodium (Holttum 1966; Tryon & Lugardon 1991), ili s nesigurnim sustavnim položajem u Polypodiaceae (Hennipman et al. 1990). Naposljetku, koristeći filogenetiku temeljenu na DNK, utvrđeno je da je Thylacopteris sestrinski kladus uključujući Goniophlebium, Lepisorus i Microsorum (Schneider et al. 2004). S obzirom na objavljene rezultate filogenetskih studija usmjerenih na Polypodiacae, Thylacotperis je uključen u široko definirane Microsoroideae u PPG I (2016.). Odražavajući svoj izolirani filogenetski položaj, Chen et al. (2019, 2021) predstavili su pleme Thylacoptereae koje uključuje samo Thylacopteris.

## Vrste
1. Thylacopteris diaphana Copel.
2. Thylacopteris minuta K.Hori & Khine
3. Thylacopteris papillosa (Blume) Kunze ex J.Sm.